# Utica (Missouri)
Utica é uma vila localizada no estado americano de Missouri, no Condado de Livingston.

## Demografia
Segundo o censo americano de 2000, a sua população era de 274 habitantes.
Em 2006, foi estimada uma população de 266, um decréscimo de 8 (-2.9%).

## Geografia
De acordo com o United States Census Bureau tem uma área de
2,3 km², dos quais 2,3 km² cobertos por terra e 0,0 km² cobertos por água.

## Localidades na vizinhança
O diagrama seguinte representa as localidades num raio de 20 km ao redor de Utica.